# Powódź na Tasmanii (1929)
Powódź na Tasmanii – powódź, która pochłonęła najwięcej ofiar w historii Tasmanii i wystąpiła w północnej oraz północno-zachodniej części wyspy w kwietniu 1929 roku i spowodowała śmierć 22 osób oraz 40 zostało rannych. Powódź przyczyniła się do budowy walów przeciwpowodziowych.
Gwałtowne opady deszczów rozpoczęły się w nocy 3 kwietnia. Niskie ciśnienie nad stanem Wiktoria o godzinie 9:00 4 kwietnia 1929 w czwartek przyczyniło się do powstania północno-wschodnich wiatrów w całej Tasmanii. Opady deszczów występowały przez cały dzień, a ich najwyższa suma odnotowana została w północno-wschodniej części stanu (250 mm w ciągu 48 godzin), które bezpośrednio wpłynęły na miasta Burnie, Launceston i inne. Na obszarze Burnie i Ulverstone w przeciągu trzech dni spadło 500 mm deszczu. Na rzece Meander w Deloraine poziom wody osiągnął poziom 3.6 m. Opady ustały w sobotę. W południowej Tasmanii opady były mniej intensywne, ale spowodowały, że rzeki wystąpiły z koryt i zalały drogi.
Powódź spowodowała zalanie wielu mostów drogowych i kolejowych na rzekach Forth, Blythe i Black oraz mostów drogowych w Perth, Scamander, Avoca i Fingal oraz uszkodzenie 2000 budynków, i zniszczenie 100. Po powodzi zaczęła się budowa 10 km odcinka wałów przed Launceston, który został ukończony na początku lat 50. XX wieku.